# Eyong Enoh
Eyong Tarkang Enoh, född 23 mars 1986 i Kumba, Kamerun, är en kamerunsk fotbollsspelare. Han har representerat Kameruns landslag.

## Karriär
Hösten 2008 värvades Enoh av nederländska Ajax, där han skrev på ett tvåårskontrakt.